# Georg Sauerwein

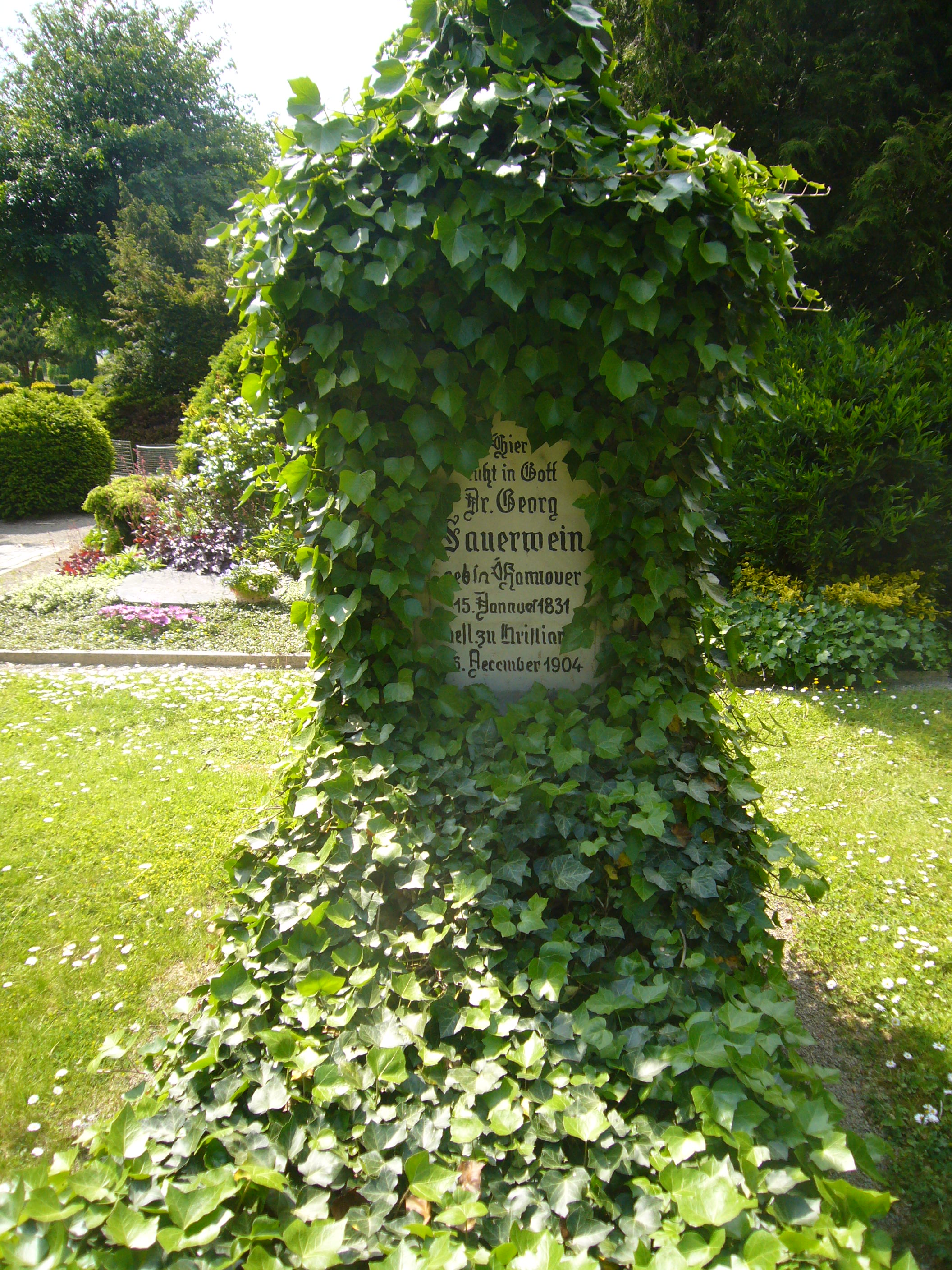
Grabstein auf dem Lehder Friedhof in Gronau (Leine)

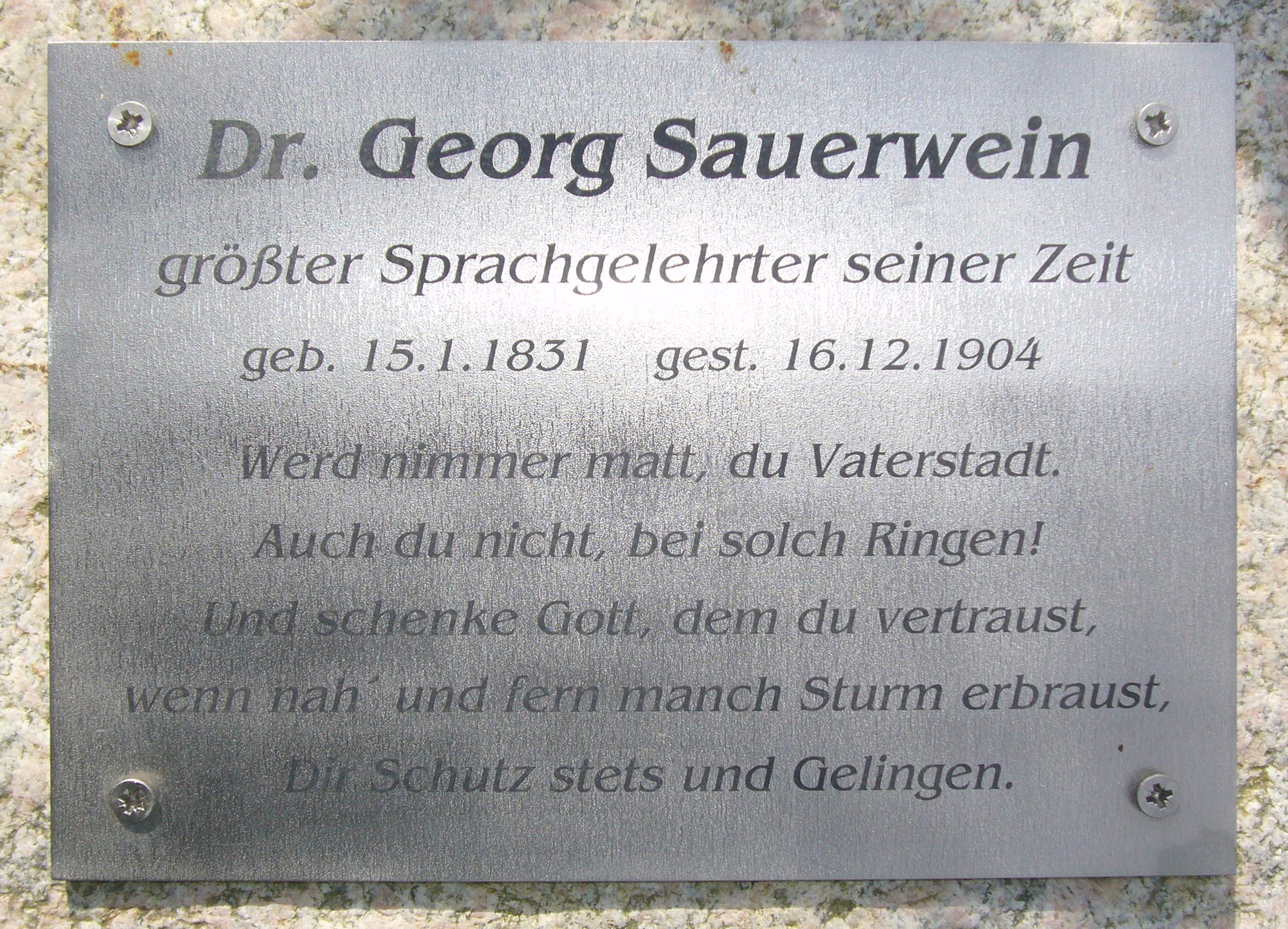
Gedenktafel am Grabstein

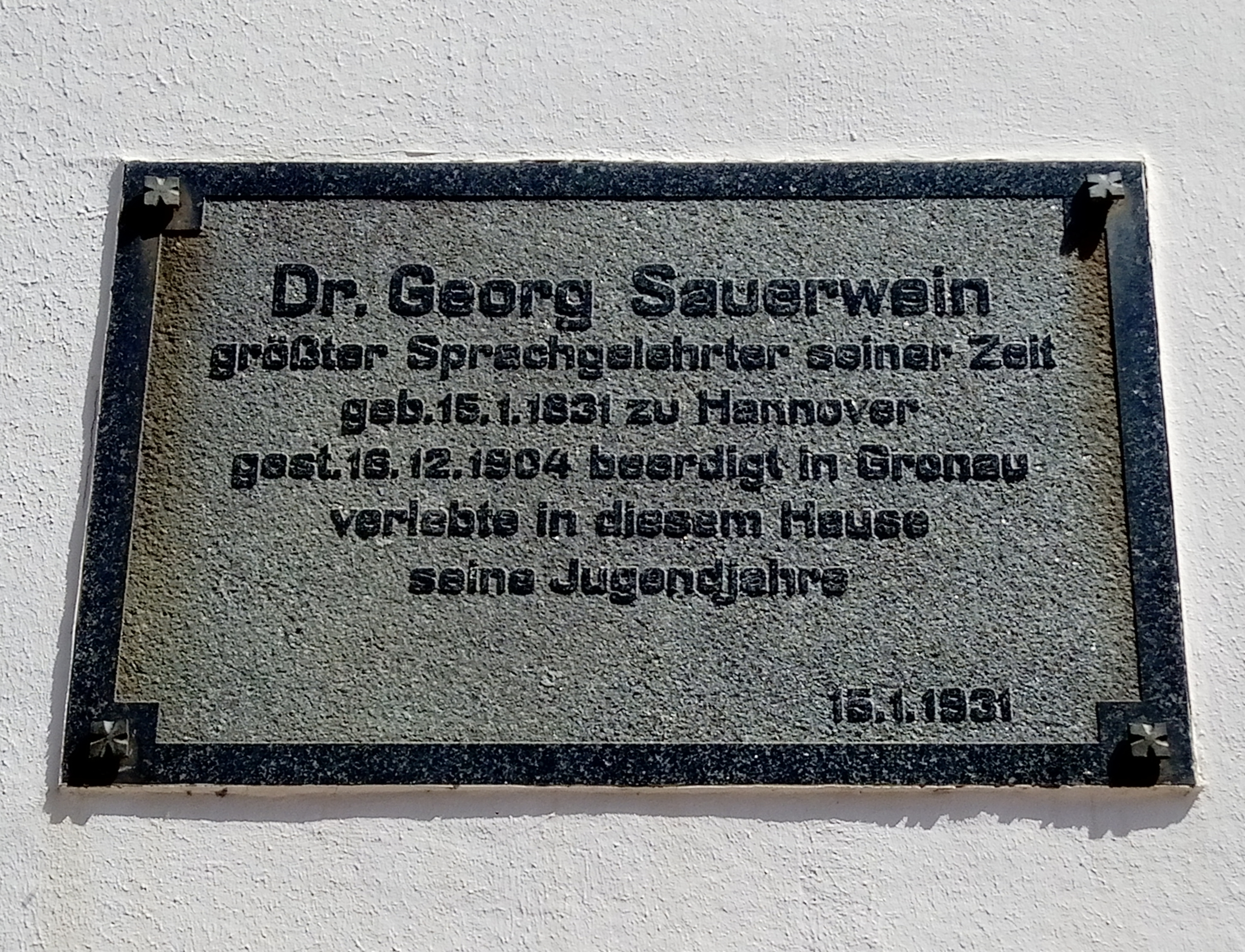
Gedenktafel für Georg Sauerwein an seinem Vaterhaus in Gronau an der Leine, Junkernstraße 2

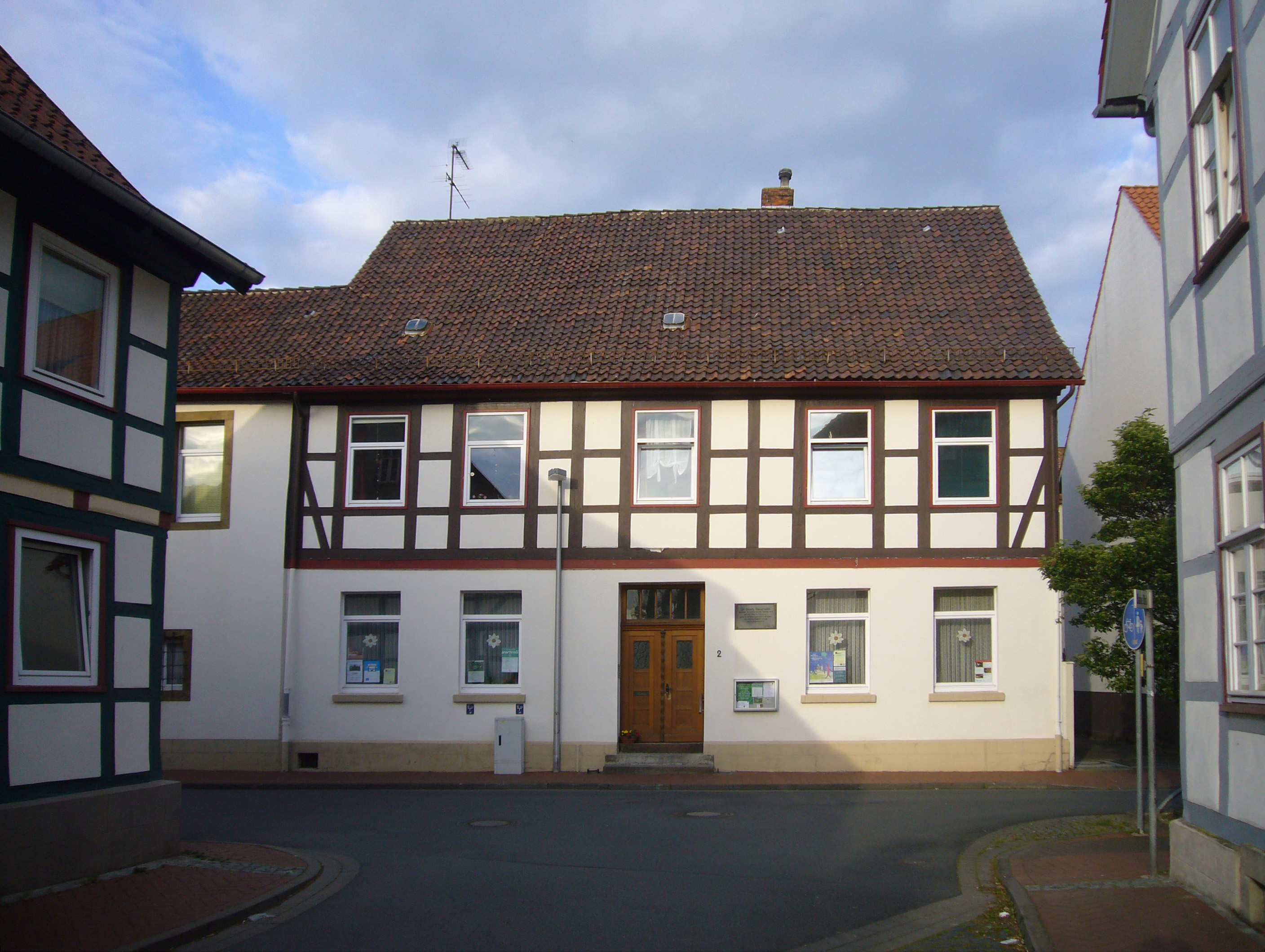
Das Haus in der Junkernstraße 2 in Gronau an der Leine, in dem Georg Sauerwein in seiner Jugend lebte

Georg Julius Justus Sauerwein (* 15. Januar 1831 in Hannover; † 16. Dezember 1904 in Christiania) war als deutscher Publizist, Sprachwissenschaftler, Pazifist und Humanist ein Verfechter der Minderheitensprachen im Deutschen Kaiserreich (niedersorbisch, litauisch). Besonders bemüht war er um die norwegische Sprache. Er publizierte oft als Girenas oder Pacificus.

## Leben
Sauerwein wurde als Sohn des Pastors August Philipp Ludwig und seiner Ehefrau Franziska Eleonore Sauerwein (geb. Meyer) in Hannover geboren und wuchs in Gronau (Leine) auf, da sein Vater 1841 dort die Stelle des Pastor primarius übernahm. Mit 17 Jahren machte er sein Abitur und studierte anschließend an der Universität Göttingen Sprachwissenschaft und Theologie, besuchte aber auch Vorlesungen in Physik, Chemie und Botanik. Jedoch brach er nach drei Jahren das Studium ohne Abschluss ab und verbrachte einige Jahre in England und Wales. Dabei entdeckte er sein Sprachtalent und lernte im Verlauf seines Lebens über 60 Sprachen und Dialekte.
Mit 24 Jahren publizierte er ein englisch-türkisches Wörterbuch. Ab 1857 war er für vier Jahre Privatlehrer der Prinzessin Elisabeth zu Wied, der späteren Königin von Rumänien, als Schriftstellerin unter dem Pseudonym Carmen Sylva bekannt. Zu ihr wird ihm auch eine mehrjährige geheime Liebschaft nachgesagt.
Von 1856 bis 1896 betätigte er sich als freier Mitarbeiter der Britischen Bibelgesellschaft und beteiligte sich an zahlreichen Bibelübersetzungen in die unterschiedlichsten Sprachen und Dialekte. Am 29. Mai 1873 erwarb er schließlich mit 42 Jahren seinen Doktor der Philosophie (Dr. phil.) und einen Magister der freien Künste (M.A.). Seit 1874 weilte Georg Sauerwein wiederholt in Norwegen, besonders in Dovre, und setzte sich dort für die Wiederbelebung und Erneuerung der norwegischen Sprache ein.
1879 und 1881 kandidierte er als Abgeordneter für den Preußischen Landtag und 1898 für den Deutschen Reichstag. Auf Grund des damaligen preußischen Drei-Klassen-Wahlrechts kam seine Wahl jedoch nicht zustande. Am 16. Dezember 1904 starb Georg Sauerwein in Kristiania, dem heutigen Oslo. Er wurde in Gronau (Leine) auf dem Lehder Friedhof neben seinen Eltern begraben. Im Stadtarchiv Gronau befindet sich das zentrale Sauerwein-Archiv und darüber hinaus wurde ihm zu Ehren die Gronauer Realschule nach ihm benannt (seit 2009: Kooperative Gesamtschule Gronau (Leine)). In Gronau, Hannover, Dovre, Klaipėda (Memel), Šilutė (Heydekrug) und Burg (Spreewald) sind Straßen nach ihm benannt.

## Betätigungsfelder und Veröffentlichungen
Auf Grund der Vielzahl an Sprachen und Dialekten, die er beherrschte, galt Georg Sauerwein als der größte Sprachgelehrte seiner Zeit.
Der bekennende Pazifist wandte sich engagiert gegen den Imperialismus des Kaiserreiches und veröffentlichte unter anderem zweisprachige Gedichte in Französisch anlässlich des Friedenskongresses 1899 in Paris, in denen er zum Frieden mahnte.
Zeit seines Lebens fühlte er sich als Verfechter der Interessen besonders von nationalen Minderheiten und der Erhaltung ihrer eigenen Sprache. Sein besonderes Interesse galt dem Sorbischen (zu seiner Zeit oft als „wendisch“ bezeichnet) und dem Litauischen. Um die Sprache und die Kultur der Sorben und der Wenden kennenzulernen, bereiste er zwischen 1875 und 1901 immer wieder den Spreewald, den er in seinem Gedicht Der Spreewald feierte. Sein ebenfalls zweisprachiges Litauer Frühlingslied (Lietuvininku pavasario giesmele) ist in Litauen noch heute sehr populär und gilt dort als zweite Nationalhymne. Sauerwein veröffentlichte 1877 und 1885 Gedichtsammlungen in niedersorbischer und in norwegischer Sprache, bzw. Serbske stucki (Wendische Verse) und Frie Viso ifraa Vigguin (Freie Lieder aus dem Gebirge).
Als Verfasser zahlreicher Bücher, Gedichte und Artikel, in denen er zu Problemen der Sprachen der kleinen Völker, zu aktuellen politischen Fragen seiner Zeit und zu Land und Leuten Stellung nahm, zu denen er immer Kontakt suchte und auch immer unterhielt, verdient Georg Sauerwein besondere Anerkennung.

## Sprachen
Neben seinem politischen Engagement ist Sauerweins Fähigkeit, Sprachen zu lernen, hervorzuheben. Je nach Biograph werden ihm 45 bis über 80 Sprachen zugesprochen. Durch Auswertung der verwendeten Sprachen in den Schriften Sauerweins gelten mindestens 51 Sprachen als gesichert. Unter Berücksichtigung der in seinen Tagebüchern und in seiner Korrespondenz erwähnten Sprachen kann von mindestens 75 Sprachen ausgegangen werden.
Bei vielen polyglotten Personen steht die mündliche Verwendung von Sprachen im Vordergrund, bei Sauerwein jedoch ist die simultane Vielsprachigkeit seines Schrifttums bemerkenswert. Sauerwein nutzte zum Beispiel in seinem ersten polyglotten Friedensbuch Le Livre des Salutations (1888) dreißig Sprachen. Wie tief die Sprachkenntnisse Sauerweins in den einzelnen Sprachen waren, kann nur vermutet werden; geprüft werden kann nur die Qualität der aktiven Sprachverwendung in den Schriften. Hier sind neben der literarischen Qualität der Duktus und die Grammatik aller Schriften zu prüfen. Eine genauere oder umfassendere Prüfung ist in der Literatur noch nicht zu finden. Die Qualität der Sprachen Sauerweins in Form von mündlicher Sprachkompetenz ist nicht mehr nachvollziehbar.
Der Spracherwerb schien Sauerwein keine Schwierigkeiten zu bereiten, er erlernte eine Sprache oft in wenigen Wochen. Dabei bevorzugte er die „direkte“ Methode, das heißt, er lernte die Sprachen bevorzugt durch unmittelbare Kommunikation mit einem Muttersprachler.

## Zitate
- „Gaž jaden lud swóju rěc a narodnosć zgubjujo, ga ma wón wjeliku škodu na swójom duchu a swójej dušy.“ (Sorbisch) – Wenn ein Volk seine Sprache und Nationalität verliert, nimmt es großen Schaden an Geist und Seele.
- „Serbstwo! Ty sy tak bogate, a ty samo to njewěš!“ (Sorbisch) – Wie reich bist du, mein Sorbenvolk! Du weißt es nicht einmal.

## Werke (Auswahl)
Anmerkung: Sauerwein veröffentlichte einen wesentlichen Teil seiner Schriften unter den Pseudonymen Girėnas und Pacificus
- A Pocket Dictionary of the English and Turkish Languages. Williams & Norgate, London 1855
- Serbske stucki. Monse, Budyšin 1877
- Spreewälder Kaiserlied, welches die Jungfrauen-Deputation aus dem Spreewalde Ihrer Majestät der Kaiserin von Deutschland und die Königin vom Preussen und Seiner Kaiserlichen Hoheit dem Kronprinzen des Deutschen Reiches in Berlin überreichte. Schmaler, Bautzen 1878
- Wélgi zescźonemu a lubemu Kněsoju Janoju Postoju ... na Jogo rědny 50lětny Sswěźeń. Schischeź Ssmoleréjz knigłyschischeźaŕńe, Budyschyŕe 1884
- Frie Viso ifraa Vigguin sungje i Nørdre-Gudbrandsdalsk Dølamaal. Cammermeyer, Kristiania 1885
- als Girenas: Die Littauische Frage einiger Zeitungen mit einer deutschen und littauischen Antwort. Voska, Tilsit 1888
- als Girenas: Le Livre des Salutations adressées aux Nations Orientales et Occidentales composé pour le VIIIième Congrès des Orientalistes qui se réunira à Stockholm en 1889. Drugulin, Leipzig 1888
- als Girenas: Au dernier Moment. Postscriptum du Livre des Salutations adressé au Congrès des Orientalistes. Drugulin, Leipzig 1889
- als Girenas: West-östliches Stammbuch. Zu Mirza Schaffy's siebzigstem Geburtstage 22. April 1889. Drugulin, Leipzig 1889
- als Girenas: Immanuel Kant und Ludwig Windthorst in Bezug auf angemessene Behandlung und angemessenen Unterricht eines fremdsprachigen Volks und die schulseitige Bekämpfung des Socialismus. Tønsbergs Bogtrykkeri, Christiania 1891
- als Girenas: Ueber einige Verirrungen und Mißgriffe neuester Cultur. Ein Hülferuf zu Gunsten vieler armen Kinder und Eltern an die große deutsche Nation. Mauderode, Christiania, Omtvedt und Tilsit 1891
- als Girenas: Grenzwächters Sonette über Reden und Schweigen. [Ohne Verlag], [Ohne Ort] 1893
- als Girenas: Im Tode das Leben. Gedicht aus dem Trauermonat März 1864. [Ohne Verlag], [Ohne Ort] 1894
- Ueber litauisches Volksthum und litauische Volkstracht. Culturgeschichtliches Gespräch zwischen den Herren Germanus und Lithuanus, veranlaßt durch die Minzloff'schen Littauer-Photographien und zur Erläuterung derselben. Mauderode, Tilsit 1894
- Drei patriotische Reden aus dem schönen Jahre 1871, gehalten an Kaisers Geburtstag, am Friedensfest und beim Einzug der Krieger zu Gronau a. d. Leine. Gerstenberg, Hildesheim 1896
- Skyrimo Draugystės Vyriausybė. Mielieji skyrėjai lietuvininkai. [Ohne Verlag], Tilsit 1898
- From Árya to Eire, from Mánu to Man. The Queen Victoria Birth-Day Polyglot Peace Album. The Nations' Undiplomatic Concert of Languages. Polyglot Peace Album in Memory of the 80th Birth-Day of Her Majesty Queen Victoria Empress of India Jaitrigrantha. Drugulin, Leipzig 1899
- Sprogstudier og skaldskab i fredssagens tjeneste. (Foredrag af dr. G. Sauerwein i fredsforeningen paa Nobeldagen.) Cammermeyer, Christiania 1903
- Laetare. A Congratulation to Kymdeithas on the occasion of her first centenary as being also the most genuine missionary society, the most promising peace society and the greatest linguist in the world by Pacificus. Aktie-Trykkeriet, Kristiania 1904
- Frido Mětšk (Hrsg.): Juro Surowin: Wšyknym by kśěl tołmacyś. Wuběrk basnjow. Domowina, Budyšyn 1975
- Frido Mětšk (Hrsg.): Juro Surowin: Sol zemje. Wuběrk proze. Domowina, Budyšyn 1978
- Domas Kaunas (Hrsg.): Nemunyciai. Kaip azuols druts prie Nemunelio. Vilnius 1986, S. 99–217
- Kito Lorenc (Hrsg.): Serbska poezija 29: Juro Surowin. Ludowe Nak. Domowina, Budyšyn 1991
- Alfred Franzkeit und Jokubas Skliutauskas (Hrsg.): Sauerwein-Gedichte. Aus der Sammlung durch Dr. Jonas Basanavičius, 1922. Melina Verlag, Ratingen 1993
- Korla Awgust Kocor und Georg Sauerwein (Text): Norwegische Lieder. Für Gesang und Klavier.  ENA Musikverlag, Litschen 1995
- Jan Torgeir Lindsøe (Hrsg.): Frie Viso ifraa Vigguin sungje i Nørdre-Gudbrandsdalsk Dølamaal. [Ohne Verlag], Dovre 2006